# أندرو نيكول
أندرو نيكول هو مخرج نيوزيلندي ولد في 10 يونيو 1964.

## وصلات خارجية
- أندرو نيكول على موقع IMDb (الإنجليزية)
- أندرو نيكول على موقع ألو سيني (الفرنسية)
- أندرو نيكول على موقع أول موفي (الإنجليزية)
- أندرو نيكول على موقع بوكس أوفيس موجو (الإنجليزية)
- أندرو نيكول على موقع قاعدة بيانات الأفلام السويدية (السويدية)
- أندرو نيكول على موقع إن إن دي بي (الإنجليزية)
- أندرو نيكول على موقع ديسكوغز (الإنجليزية)
- أندرو نيكول على موقع قاعدة بيانات الفيلم (الإنجليزية)
- أندرو نيكول على موقع كينوبويسك (الروسية)